# Manius Æmilius Lepidus (consul en -66)
Pour les articles homonymes, voir Aemilius Lepidus.
Manius Aemilius Lepidus est un homme politique romain.

## Biographie
En 112 av. J-C., est monétaire, puis entame le cursus honorum. 
Quarante ans plus tard, en 66 av. J.-C., Manilius Aemilius Lepidus est consul.
Il est mentionné plusieurs fois par Cicéron, mais il n'a jamais eu une grande importance politique.
En 65 av. J.-C., il est un des témoins à charge contre Caius Cornelius, que Cicéron a défendu.
Lors de la conspiration de Catilina, il est du côté de Cicéron.
Au cours de la guerre civile, contre Pompée, il se montre plutôt passif. Il se retire dans sa villa de Formia pour observer les événements. Par les lettres qu'il échange avec Cicéron, nous apprenons qu'il n'a pas voulu traverser la mer avec Pompée, préférant prendre le parti de Jules César.